# Те-Виллиджис (Флорида)
Те-Виллиджис (англ. The Villages) — статистически обособленная местность, расположенная в округе Самтер (штат Флорида, США) с населением в 128 754 человека по статистическим данным 2018 года. Городок пенсионеров.

## География
По данным Бюро переписи населения США статистически обособленная местность Те-Виллиджис имеет общую площадь в 14,5 квадратных километров, из которых 13,47 кв. километров занимает земля и 1,04 кв. километров — вода. Площадь водных ресурсов округа составляет 7,17 % от всей его площади.
Статистически обособленная местность Те-Виллиджис расположена на высоте 20 м над уровнем моря.

## Демография
По состоянию на 2018 год, численность населения составляет 128 754 человека. По данным переписи населения 2000 года в Те-Виллиджис проживало 8333 человека, 3583 семьи, насчитывалось 4392 домашних хозяйств и 5065 жилых домов. Средняя плотность населения составляла около 574,69 человека на один квадратный километр. Расовый состав населённого пункта распределился следующим образом: 98,4 % белых, 0,5 % — чёрных или афроамериканцев, 0,1 % — коренных американцев, 0,5 % — азиатов, — выходцев с тихоокеанских островов, 0,4 % — представителей смешанных рас, 0,06 % — других народностей. Испаноговорящие составили от всех жителей статистически обособленной местности.
Населенный пункт является совокупностью поселений для активных пожилых людей. В большинстве поселений недвижимость могут купить только люди старше 55 лет. Здесь нет молодежи и детей (лица до 19 лет могут пребывать не более 30 дней в году).
Из 4392 домашних хозяйств в 0,3 % воспитывали детей в возрасте до 18 лет, 80,1 % представляли собой совместно проживающие супружеские пары, в 1,2 % семей женщины проживали без мужей, 18,4 % не имели семей. 15,6 % от общего числа семей на момент переписи жили самостоятельно, при этом 11,1 % составили одинокие пожилые люди в возрасте 65 лет и старше. Средний размер домашнего хозяйства составил 1,89 человек, а средний размер семьи — 2,05 человек.
Население статистически обособленной местности по возрастному диапазону по данным переписи 2000 года распределилось следующим образом: 0,3 % — жители младше 18 лет, 0,3 % — между 18 и 24 годами, 1,5 % — от 25 до 44 лет, 40,4 % — от 45 до 64 лет и 57,5% — в возрасте 65 лет и старше. Средний возраст жителей составил 66 лет. На каждые 100 женщин в Те-Виллиджис приходилось 91,0 мужчин, при этом на каждые сто женщин 18 лет и старше приходилось 90,9 мужчин также старше 18 лет.
Средний доход на одно домашнее хозяйство статистически обособленной местности составил 42 542 доллара США, а средний доход на одну семью — 45 078 долларов. При этом мужчины имели средний доход в 58 173 доллара США в год против 26 176 долларов среднегодового дохода у женщин. Доход на душу населения статистически обособленной местности составил 42 542 доллара в год. 2,8 % от всего числа семей в населённом пункте и 3,7 % от всей численности населения находилось на момент переписи населения за чертой бедности, при этом из них были моложе 18 лет и 2,8 % — в возрасте 65 лет и старше.